# UCI-BMX-Racing-Weltcup 2003
Der UCI-BMX-Racing-Weltcup 2003 wurde durch die Union Cycliste Internationale unter dem Beinamen UCI BMX Supercross organisiert.

## Termine
Nachdem 2001 und 2002 kein Weltcup stattgefunden hatte, setzte die UCI auf ein neues Konzept und kündigte Ende 2002 eine Veranstaltung namens „Supercross“ als Ersatz für den Weltcup an. Diese fand nunmehr mit TV-Übertragung statt, war aber im Gegensatz zu früheren Weltcups nur für Männer vorgesehen. Geplant war ein einziger Lauf an folgenden Tagen:
- Camp Woodward: 19. und 20. September

Aufgrund schlechter Wetterverhältnisse verzögerte sich die Veranstaltung um einen Tag, so dass die Finalläufe schließlich am 21. September gehalten wurden.

## Resultat
Das Finale des Laufs in Camp Woodward endete wie folgt:
| Platz | Name               |
| ----- | ------------------ |
| 1     | Robert de Wilde    |
| 2     | Robbie Miranda     |
| 3     | Michal Prokop      |
| 4     | Roger Rinderknecht |
| 5     | John Purse         |
| 6     | Paul Lange         |
| 7     | Tyler Brown        |
| 8     | Randy Stumpfhauser |